# Grevillea shiressii
Grevillea shiressii là một loài thực vật có hoa trong họ Quắn hoa. Loài này được Blakely miêu tả khoa học đầu tiên năm 1925.